# Stazione di Innsbruck Stubaital

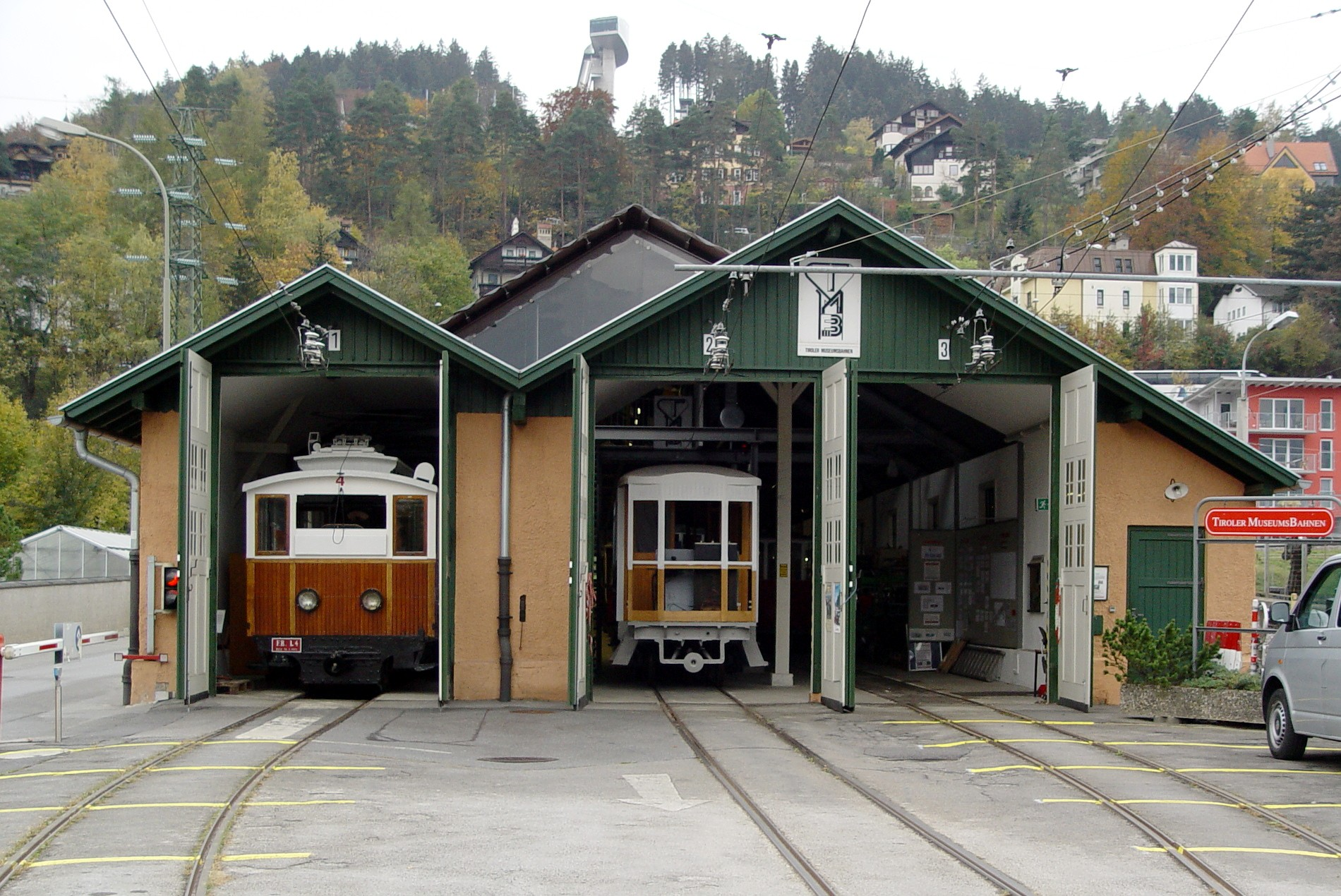
La vecchia rimessa oggi parte del museo

La stazione di Innsbruck Stubaital (in tedesco: Innsbruck Stubaitalbahnhof) è stata fino al 1983 la stazione terminale della ferrovia della Stubaital della città di Innsbruck, in Austria. Oggi è adibita a sede del museo delle ferrovie tirolesi (Tiroler Museums Bahnen).
La stazione venne costruita nel 1903 come origine della ferrovia per Fulpmes; venne dotata di rimessa locomotive per il ricovero delle elettromotrici. Nel 1983 in seguito al prolungamento della tratta urbana sui binari tranviari di Innsbruck la stazione terminale venne dismessa e sostituita da una semplice fermata. La rimessa locomotive venne trasferita a Fulpmes e gli impianti dismessi trasformati in strutture a supporto della ferrovia museo: vi sono contenuti vari rotabili antichi restaurati.